# Kirchanschöring
Kirchanschöring est une commune de Bavière (Allemagne), située dans l'arrondissement de Traunstein, dans le district de Haute-Bavière.
Cette commune est célèbre car elle est le siège de la société Meindl spécialiste de la chaussure de randonnée et de haute montagne., https://meindl.de/